# Hrabstwo Carbon (Wyoming)

Piramida wieku hrabstwa

Hrabstwo Carbon (ang. Carbon County) – hrabstwo w stanie Wyoming w Stanach Zjednoczonych. Zajmuje powierzchnię całkowitą 20 627 km² i w 2000 roku liczyło 15 639 mieszkańców. Jego siedzibą administracyjną jest miasto Rawlins.

## Miasta
- Baggs
- Dixon
- Elk Mountain
- Encampment
- Hanna
- Medicine Bow
- Rawlins
- Riverside
- Saratoga
- Sinclair

## CDP
- Arlington
- Ryan Park